# Youngstown (New York)
Youngstown è un villaggio degli Stati Uniti d'America, situato nello stato di New York, nella contea di Niagara.